# Klimat Cypru
Cypr znajduje się w strefie klimatu subtropikalnego w zależności od części wyspy – typu śródziemnomorskiego i półpustynnego, z bardzo łagodnymi zimami i długimi ciepłymi, w połowie gorącymi latami.

## Temperatura
Średnia temperatura dwóch miesięcy zimowych – stycznia i lutego wynosi na wybrzeżu około 17 °C w dzień i 8 °C w nocy, w centralnej części wyspy (np. w Nikozji) 15-16 °C w dzień i 5–6 °C w nocy, natomiast w wyższych partiach gór (np. w Prodromos) 6–7 °C w dzień i 1 °C w nocy. W tych najchłodniejszych miesiącach temperatury na wybrzeżu wynoszą zwykle od 13 do 23 °C w ciągu dnia, od 7 do 13 °C w nocy, a średnia temperatura morza wynosi 17–18 °C. Okres z letnimi temperaturami trwa osiem miesięcy, od kwietnia do listopada. Okres od czerwca do sierpnia jest zazwyczaj upalny, a temperatury w lipcu i sierpniu zazwyczaj nie spadają poniżej 30 °C w dzień. W miejscowościach na wybrzeżu Cypru występują stosunkowo małe wahania temperatury, zarówno pomiędzy dniem a nocą (około 10 °C różnicy) oraz pomiędzy kolejnymi dniami (do 2 °C różnicy).

## Opady
Cypr ma 350–400 mm opadów rocznie na wybrzeżu i w centrum wyspy oraz powyżej 600 mm w górach. Roczna liczba dni deszczowych waha się pomiędzy 35–50 na wybrzeżu do 60–70 dni deszczowych w górach, przy opadach ≥0,1 mm. Okres od maja do sierpnia jest zazwyczaj bezdeszczowy na wybrzeżu, w centrum wyspy i w górach mogą pojawić się niewielkie opady. Najwięcej deszczu spada w okresie od listopada do lutego. Opady śniegu możliwe są tylko w górach Trodos.

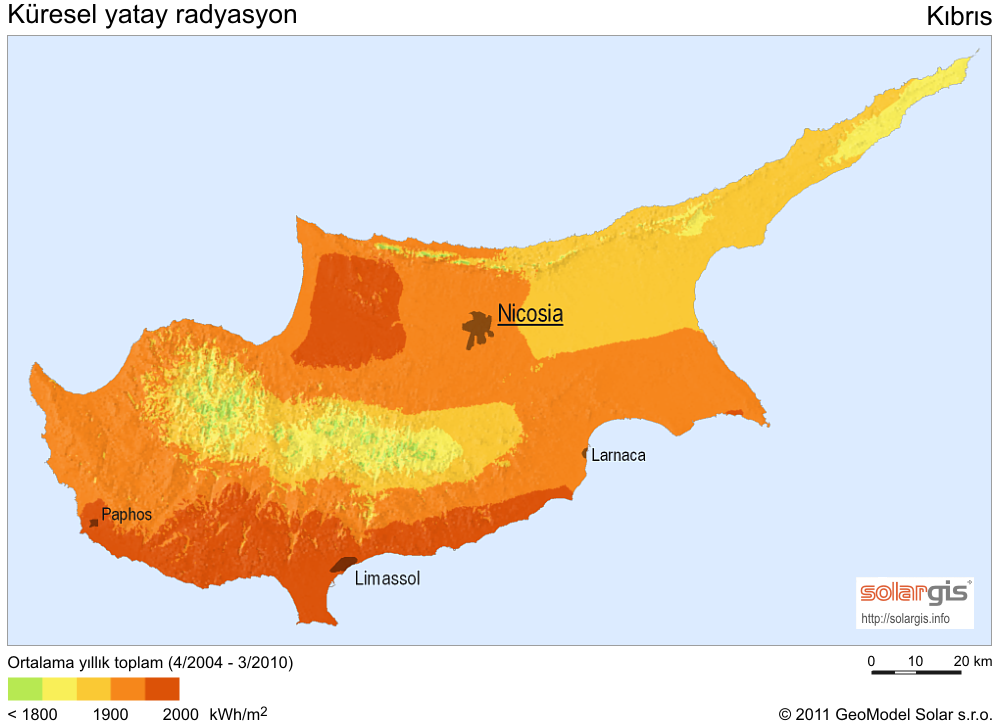
Mapa solarna Cypru

## Nasłonecznienie
Wybrzeże Cypru ma około 3300–3400 godzin czystej słonecznej pogody rocznie, od około 180 h (średnio 5,8 godziny dziennie, ponad 5,5 raza więcej niż w Polsce) w grudniu do około 390 h (średnio 12,5 godziny czystego słońca na dobę) w lipcu. W górach słońca jest mniej i waha się w zakresie 2700–3000 godzin słonecznych rocznie.

## Temperatura morza
Średnia roczna temperatura morza wynosi 21,6 °C i waha się od 17-18 °C w okresie styczeń-kwiecień do 27 °C w sierpniu. W okresie od maja do listopada, średnia temperatura morza przekracza 20 °C.
| Miejscowość | Sty | Lut | Mar | Kwi | Maj | Cze | Lip | Sie | Wrz | Paź | Lis | Gru |
| ----------- | --- | --- | --- | --- | --- | --- | --- | --- | --- | --- | --- | --- |
| Pafos       | 18  | 17  | 17  | 18  | 20  | 24  | 26  | 27  | 26  | 24  | 22  | 19  |
| Larnaka     | 18  | 17  | 17  | 18  | 20  | 24  | 26  | 27  | 27  | 25  | 22  | 19  |
| Limassol    | 18  | 17  | 17  | 18  | 20  | 24  | 26  | 27  | 27  | 25  | 22  | 19  |

## Ogólne dane
| Miesiąc                                     | Sty  | Lut  | Mar  | Kwi  | Maj  | Cze  | Lip  | Sie  | Wrz  | Paź  | Lis  | Gru  | Roczna |
| ------------------------------------------- | ---- | ---- | ---- | ---- | ---- | ---- | ---- | ---- | ---- | ---- | ---- | ---- | ------ |
| Średnie temperatury w dzień [°C]            | 17.8 | 18.1 | 20.0 | 22.9 | 26.9 | 30.8 | 33.2 | 33.3 | 31.3 | 28.6 | 23.5 | 18.9 | 25,4   |
| Średnie dobowe temperatury [°C]             | 13.2 | 13.5 | 15.2 | 18.0 | 21.8 | 25.5 | 27.8 | 28.0 | 26.0 | 23.2 | 18.5 | 14.5 | 20,4   |
| Średnie temperatury w nocy [°C]             | 8.7  | 8.8  | 10.4 | 13.1 | 16.7 | 20.1 | 22.4 | 22.7 | 20.6 | 17.7 | 13.5 | 10.1 | 15,4   |
| Opady [mm]                                  | 86.7 | 66.9 | 35.8 | 18.4 | 5.1  | 1.4  | 0.0  | 0.0  | 2.9  | 13.1 | 77.5 | 99.7 | 407    |
| Średnia liczba dni z opadami                | 9.3  | 7.1  | 5.3  | 3.3  | 1.1  | 0.2  | 0.0  | 0.0  | 0.3  | 1.9  | 5.5  | 8.8  | 43,1   |
| Średnie usłonecznienie [h]                  | 198  | 210  | 240  | 270  | 340  | 380  | 390  | 370  | 315  | 280  | 220  | 180  | 3400   |
| Źródło: Department of Meteorology of Cyprus |      |      |      |      |      |      |      |      |      |      |      |      |        |

| Miesiąc                                     | Sty  | Lut  | Mar  | Kwi  | Maj  | Cze  | Lip  | Sie  | Wrz  | Paź  | Lis  | Gru  | Roczna |
| ------------------------------------------- | ---- | ---- | ---- | ---- | ---- | ---- | ---- | ---- | ---- | ---- | ---- | ---- | ------ |
| Średnie temperatury w dzień [°C]            | 16.8 | 16.8 | 19.1 | 22.5 | 26.5 | 30.3 | 32.4 | 32.7 | 30.9 | 28.1 | 22.6 | 18.3 | 24,7   |
| Średnie dobowe temperatury [°C]             | 12.1 | 11.8 | 13.9 | 17.1 | 21.2 | 25.0 | 27.3 | 27.6 | 25.4 | 22.6 | 17.5 | 13.7 | 19,6   |
| Średnie temperatury w nocy [°C]             | 7.5  | 6.9  | 8.7  | 11.7 | 16.0 | 19.8 | 22.2 | 22.6 | 19.9 | 17.1 | 12.5 | 9.2  | 14,5   |
| Opady [mm]                                  | 77.6 | 40.9 | 34.4 | 17.7 | 8.8  | 2.7  | 0.6  | 0.4  | 7.1  | 13.8 | 53.1 | 94.5 | 351    |
| Średnia liczba dni z opadami                | 7.9  | 5.7  | 4.5  | 3.1  | 0.7  | 0.3  | 0.1  | 0.1  | 0.5  | 2.1  | 4.7  | 8.0  | 37,6   |
| Średnie usłonecznienie [h]                  | 195  | 209  | 239  | 267  | 332  | 378  | 388  | 366  | 312  | 276  | 216  | 180  | 3357   |
| Źródło: Department of Meteorology of Cyprus |      |      |      |      |      |      |      |      |      |      |      |      |        |

| Miesiąc                                     | Sty  | Lut  | Mar  | Kwi  | Maj  | Cze  | Lip  | Sie  | Wrz  | Paź  | Lis  | Gru  | Roczna |
| ------------------------------------------- | ---- | ---- | ---- | ---- | ---- | ---- | ---- | ---- | ---- | ---- | ---- | ---- | ------ |
| Średnie temperatury w dzień [°C]            | 17.0 | 16.9 | 18.5 | 21.3 | 24.4 | 27.7 | 29.9 | 30.4 | 28.8 | 26.6 | 22.4 | 18.6 | 23,6   |
| Średnie dobowe temperatury [°C]             | 12.5 | 12.3 | 13.6 | 16.3 | 19.5 | 22.8 | 25.2 | 25.7 | 23.8 | 21.5 | 17.5 | 14.2 | 18,7   |
| Średnie temperatury w nocy [°C]             | 8.0  | 7.6  | 8.7  | 11.3 | 14.5 | 17.8 | 20.4 | 21.0 | 18.8 | 16.4 | 12.6 | 9.7  | 13,9   |
| Opady [mm]                                  | 80.2 | 64.2 | 34.3 | 18.7 | 5.3  | 1.6  | 0.3  | 0.0  | 3.8  | 18.0 | 66.4 | 93.9 | 387    |
| Średnia liczba dni z opadami                | 9.9  | 8.0  | 5.5  | 4.1  | 1.3  | 0.3  | 0.1  | 0.0  | 0.6  | 2.5  | 5.8  | 8.7  | 46,6   |
| Średnie usłonecznienie [h]                  | 195  | 212  | 245  | 270  | 344  | 381  | 391  | 366  | 315  | 285  | 225  | 186  | 3415   |
| Źródło: Department of Meteorology of Cyprus |      |      |      |      |      |      |      |      |      |      |      |      |        |

| Miesiąc                                     | Sty  | Lut  | Mar  | Kwi  | Maj  | Cze  | Lip  | Sie  | Wrz  | Paź  | Lis  | Gru  | Roczna |
| ------------------------------------------- | ---- | ---- | ---- | ---- | ---- | ---- | ---- | ---- | ---- | ---- | ---- | ---- | ------ |
| Średnie temperatury w dzień [°C]            | 16.4 | 16.3 | 18.5 | 21.5 | 26.1 | 30.5 | 33.5 | 33.3 | 29.9 | 26.5 | 21.9 | 17.8 | 24,3   |
| Średnie dobowe temperatury [°C]             | 12.1 | 11.8 | 13.5 | 16.3 | 20.4 | 24.7 | 27.6 | 27.6 | 24.6 | 21.4 | 17.2 | 13.6 | 19,2   |
| Średnie temperatury w nocy [°C]             | 7.9  | 7.3  | 8.6  | 11.1 | 14.7 | 18.8 | 21.6 | 21.8 | 19.3 | 16.3 | 12.4 | 9.4  | 14,1   |
| Opady [mm]                                  | 79.9 | 67.1 | 37.6 | 24.7 | 7.2  | 1.5  | 0.2  | 0.0  | 4.4  | 21.8 | 55.3 | 94.4 | 394    |
| Średnia liczba dni z opadami                | 10.1 | 8.3  | 6.5  | 4.2  | 1.8  | 0.2  | 0.1  | 0.0  | 0.6  | 2.9  | 5.7  | 9.1  | 49,4   |
| Średnie usłonecznienie [h]                  | 192  | 212  | 254  | 291  | 360  | 387  | 399  | 378  | 318  | 279  | 219  | 183  | 3473   |
| Źródło: Department of Meteorology of Cyprus |      |      |      |      |      |      |      |      |      |      |      |      |        |

| Miesiąc                                     | Sty  | Lut  | Mar  | Kwi  | Maj  | Cze  | Lip  | Sie  | Wrz  | Paź  | Lis  | Gru  | Roczna |
| ------------------------------------------- | ---- | ---- | ---- | ---- | ---- | ---- | ---- | ---- | ---- | ---- | ---- | ---- | ------ |
| Średnie temperatury w dzień [°C]            | 15.5 | 15.9 | 19.2 | 24.0 | 29.7 | 34.3 | 37.2 | 36.9 | 33.5 | 29.0 | 22.1 | 17.0 | 26,2   |
| Średnie dobowe temperatury [°C]             | 10.6 | 10.6 | 13.1 | 17.1 | 22.3 | 26.9 | 29.7 | 29.4 | 26.2 | 22.3 | 16.3 | 12.0 | 19,7   |
| Średnie temperatury w nocy [°C]             | 5.7  | 5.2  | 7.0  | 10.2 | 14.8 | 19.4 | 22.2 | 21.9 | 18.8 | 15.6 | 10.4 | 7.1  | 13,2   |
| Opady [mm]                                  | 54.7 | 41.6 | 28.3 | 19.9 | 23.5 | 17.6 | 5.8  | 1.3  | 11.7 | 17.4 | 54.6 | 65.8 | 342    |
| Średnia liczba dni z opadami                | 7.3  | 6.5  | 5.4  | 3.5  | 2.7  | 1.3  | 0.5  | 0.1  | 0.6  | 2.8  | 4.7  | 7.7  | 43,1   |
| Średnie usłonecznienie [h]                  | 183  | 200  | 239  | 267  | 332  | 369  | 388  | 366  | 312  | 276  | 213  | 171  | 3314   |
| Źródło: Department of Meteorology of Cyprus |      |      |      |      |      |      |      |      |      |      |      |      |        |

| Miesiąc                                     | Sty  | Lut  | Mar  | Kwi  | Maj  | Cze  | Lip  | Sie  | Wrz  | Paź  | Lis  | Gru  | Roczna |
| ------------------------------------------- | ---- | ---- | ---- | ---- | ---- | ---- | ---- | ---- | ---- | ---- | ---- | ---- | ------ |
| Średnie temperatury w dzień [°C]            | 13.6 | 13.9 | 17.1 | 21.5 | 27.0 | 31.5 | 34.6 | 34.3 | 31.2 | 26.8 | 20.2 | 15.2 | 23,9   |
| Średnie dobowe temperatury [°C]             | 8.4  | 8.5  | 10.9 | 14.8 | 19.6 | 23.8 | 26.8 | 26.5 | 23.4 | 19.7 | 14.1 | 10.0 | 20,4   |
| Średnie temperatury w nocy [°C]             | 3.2  | 3.1  | 4.7  | 8.0  | 12.2 | 16.1 | 18.9 | 18.7 | 15.7 | 12.5 | 8.1  | 4.7  | 10,5   |
| Opady [mm]                                  | 118  | 89.0 | 70.3 | 38.4 | 20.1 | 27.2 | 4.9  | 10.3 | 11.7 | 25.7 | 93.9 | 144  | 653    |
| Średnia liczba dni z opadami                | 10.3 | 9.1  | 8.4  | 5.5  | 2.7  | 2.1  | 0.7  | 1.1  | 1.4  | 3.3  | 7.0  | 9.2  | 60,9   |
| Średnie usłonecznienie [h]                  | 143  | 168  | 214  | 261  | 310  | 351  | 363  | 347  | 300  | 248  | 165  | 124  | 2994   |
| Źródło: Department of Meteorology of Cyprus |      |      |      |      |      |      |      |      |      |      |      |      |        |

| Miesiąc                                     | Sty  | Lut  | Mar  | Kwi  | Maj  | Cze  | Lip  | Sie  | Wrz  | Paź  | Lis  | Gru  | Roczna |
| ------------------------------------------- | ---- | ---- | ---- | ---- | ---- | ---- | ---- | ---- | ---- | ---- | ---- | ---- | ------ |
| Średnie temperatury w dzień [°C]            | 6.3  | 6.6  | 10.3 | 15.1 | 20.5 | 25.0 | 28.1 | 27.9 | 24.4 | 19.6 | 12.8 | 8.0  | 17,1   |
| Średnie dobowe temperatury [°C]             | 3.5  | 3.5  | 6.6  | 10.7 | 15.8 | 20.1 | 23.3 | 23.1 | 19.6 | 15.4 | 9.5  | 5.3  | 13,0   |
| Średnie temperatury w nocy [°C]             | 0.7  | 0.3  | 2.8  | 6.3  | 11.1 | 15.2 | 18.4 | 18.2 | 14.9 | 11.3 | 6.2  | 2.5  | 9,0    |
| Opady [mm]                                  | 133  | 124  | 82.3 | 56.9 | 26.0 | 40.0 | 12.1 | 10.0 | 9.5  | 24.0 | 103  | 170  | 790    |
| Średnia liczba dni z opadami                | 12.4 | 11.2 | 9.8  | 6.7  | 3.7  | 2.1  | 0.7  | 0.7  | 1.4  | 3.5  | 7.4  | 11.2 | 70,7   |
| Średnie usłonecznienie [h]                  | 130  | 151  | 195  | 231  | 276  | 315  | 329  | 310  | 255  | 220  | 165  | 136  | 2713   |
| Źródło: Department of Meteorology of Cyprus |      |      |      |      |      |      |      |      |      |      |      |      |        |